# Groenboek (Tibet)
Het Groenboek (Green Book) is een groenboek dat is uitgegeven door de Tibetaanse regering in ballingschap in McLeod Ganj voor Tibetanen die buiten Tibet leven  en wordt door de regering beschreven als het meest officiële document dat het heeft uitgebracht.
Het Groenboek regelt de regelgeving rondom de procedures die gelden voor de vrijwilligers die deelnemen aan de democratisch gekozen Tibetaanse regering in ballingschap en de Tibetaans parlement in ballingschap. Het document is uitgegeven in 2006 en heeft een geldigheidsduur van vijf jaar. Het is ontwikkeld om de Tibetaanse regering verder te ontwikkelen en democratisch te hervormen in het geval Tibet ooit nog een onafhankelijke status mocht krijgen.